# Chartreuse de Burdinne
La chartreuse de Burdinne était un ancien monastère de moniales appartenant à l'ordre des chartreux. La chartreuse était située à Burdinne, en Belgique, dans la province de Liège.

## Histoire
Dans le contexte de la loi relative au contrat d'association de 1901, les  moniales de la chartreuse de Notre-Dame du Gard, fondée en 1870, sont menacées et se préparent à passer à l'étranger. Dosithee Baudechon, responsable de l'imprimerie de Tournai, réussi à acquérir en 1903, l'ancien château de Burdinne, propriété de la famille Douxchamps-Zoude, situe sur la place publique, au centre du village . Le 12 octobre 1906, Trente-trois religieuses quittent Le « Gard » et reprennent leur vie contemplative dans le nouveau monastère qui garde le nom de Notre-Dame du Gard. Toujours considérée comme maison de refuge, provisoire, la maison n'est pas régulièrement érigée en chartreuse.
En 1909, un noviciat est ouvert. Le 3 octobre 1919, le chapitre général ayant étudié la situation des moniales de Burdinne fait savoir qu'il a décidé de transférer les moniales à Zepperen dans la maison de refuge de Glandier, mais l'année suivante, les chartreux annoncent que les moniales resteraient provisoirement à Burdinne.
En 1920, la nouvelle prieure, exprime le désir de quitter Burdinne et de fonder une nouvelle vraie chartreuse. À la mi-juin 1927, le prieur général demande à la prieure d'aller visiter un bâtiment dans l'Aveyron. La maison est tout à fait convenable et on décide de l'acheter. Les travaux de la nouvelle chartreuse commencent immédiatement. Le 3 avril 1928, les religieuses de Burdinne partent pour Nonenque.
Le château est ensuite vendu. L'entrée charretière est fermée pour devenir une grange. Plusieurs locataires vont se succéder. L'entrée centrale est remplacée par une porte vitrée donnant sur un grand salon. Le bien est racheté en 1977 par le comte Marc Ruffo de Bonneval-Plissart et sa famille. Le château est restauré.

## Prieures
- 1906-1908 : Marie du Saint-Enfant Jesus Rey (1839-†1908), en religion, Valérie, née à Charavines, entrée à Sainte-Croix de  Beauregard, le 19 juillet 1859, professe le 8 décembre 1861, consacrée le 28 avril 1867, maîtresse des novices (1864-1869) et prieure (1869-1871), hôte à Notre-Dame du Gard en 1871, sous-prieure de 1871 à 1885 et prieure de 1885 à 1906, puis prieure à Burdinne[2].
- 1908-1920 :  Marie François Bonnois, entrée à Notre-Dame du Gard en 1875 où elle fait sa profession en 1877, cellérière à partir de 1885 à Notre-Dame du Gard puis Burdinne[1].
- 1920-1928 : Marguerite Marie Gouzien (1876-†1964), professe en 1895 à Notre-Dame du Gard, maîtresse des novices jusqu'en 1920, elle devient prieure, puis prieure, à Nonenque.